# Aoba-jinja
Le sanctuaire d'Aoba (青葉神社, Aoba Jinja) est un sanctuaire shinto situé à Sendai, près de l'emplacement de l'ancien château d'Aoba. Son premier prêtre est actuellement Shigenobu Katakura.